# История почты и почтовых марок Диего-Суареша
Обзор истории почты и почтовых марок Диего-Суареша (ныне Анциранана), французской колонии на севере Мадагаскара, охватывает главным образом период с 1890 года по 1894 год, когда здесь выпускались собственные почтовые марки.

## Развитие почты
В конце XIX века Диего-Суареш, город с прилегающими территориями на севере Мадагаскара, в провинции Анциранана, был французской колонией под названием Диего-Суареш и зависимые территории (с 1885 года). В колонии была организована почтовая служба, для нужд которой издавались почтовые марки.

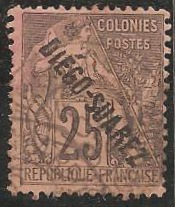

## Выпуски почтовых марок
За короткий срок, с 1890 по 1894 год, было эмитировано свыше 60 марок. Вначале, в 1890 году, в обращении были почтовые марки, общие для всех французских колоний, но с надпечаткой нового номинала. В 1891 году на марках была сделана надпечатка названия колонии: «Diego-Suarez» («Диего-Суареш»)[≡]. Дополнительно в 1890—1891 годах местной типографией были напечатаны почтовые марки оригинальных рисунков. На марках также имелись надписи на французском языке: «République française» («Французская Республика») и «Postes» («Почта»)[≡]. Кроме того, на оригинальных марках давалась надпись: «Diego Suarez et dependances» («Диего-Суарес и зависимые территории»).
В 1893 году колония Диего-Суареш и зависимые территории была поделена на колонии Диего-Суареш, Носси-Бе и Сент-Мари, для которых стали применяться собственные марки. В 1896 году все три территории были включены в состав колонии Мадагаскар и зависимые территории.
После включения Диего-Суареша в состав Мадагаскара на его территории стали использоваться марки последнего (с 1898 года). В 1975 году город Диего-Суареш был переименован в Анциранана.